# Villa Antonietta
Villa Antonietta è una dimora signorile situata in via Corsica, 21, nel quartiere di Roma imperiale, nel comune di Forte dei Marmi.

## Storia
È degli anni Trenta il quartiere "Roma imperiale" a Forte dei Marmi, costituito da un insieme di ville costruite all'epoca dell'Impero, "un angolo privilegiato, un dedalo di piccole strade tutte uguali, un preteso empireo" . La sua creazione corrisponde all'idea che si andava formando nella borghesia italiana riguardo al modo di trascorrere le vacanze: non più, o solo, nei grandi alberghi alla moda ma in ville per proprio conto e a tale scopo edificate.
L'edificio sorge all'interno di un lotto pressoché quadrato (50 x 55 m.), d'angolo tra due strade del reticolo urbanistico del quartiere, su progetto dell'ing. prof. Aldo Castelfranco redatto nel 1936, e risulta fino ad oggi pressoché rispondente alle forme originarie.

## Descrizione

### Esterno
Il viale d'ingresso segna la diagonale perfetta del quadrato del lotto, penetrando la casa e segnalandone l'ingresso enfatizzato anche dalla scalinata e dalla balconata continua. Tutto il volume è articolato fluidamente senza offrire la possibilità di trovare una facciata principale. Le linee si spezzano più volte, si curvano, diventano balcone, si piegano ancora; l'involucro esterno forma un volume che si fa liscio intonaco (oggi però rifinito a spruzzo), esili pilastri e davanzali in cotto, vetrature continue, legno a graticcio.
All'esterno, nel grande giardino che circonda la villa, si trova un gazebo in legno progettato da Castelfranco ispirato alle pagode orientali con sedie di midollino con struttura metallica sempre provenienti dalla villa Ottolenghi Wedeking, e infine una fontana - scultura a quattro scomparti su di un pilastro quadrato in cemento verniciato - del futurista Ernesto Michahelles In onore di Taylard.

### Interno
L'organizzazione degli spazi interni ha nel vano scala l'elemento generatore che determina uno spazio al piano terreno oggi utilizzato come sala da pranzo, ma in origine ingresso secondario della casa. Nella parte ricurva di questo piano è alloggiata una porta-finestra e, ad altezza pianerottolo, una vetrata conformata similmente all'apertura del piano terra. La stondatura del vano scala e dell'ingresso secondario corrisponde in facciata a un volume cilindrico arricchito da una scala esterna in marmo con ringhiera in tubo di ferro curvato e una particolare pensilina in ferro e vetro dalla forma semiellittica. Assieme alle cornici stondate, esistenti in tutti i prospetti, questi elementi conferiscono un forte gusto tardo-decò a tutto questo avancorpo.
Il salone a piano terra e il vano scala-sala da pranzo sono separati da un'ampia porta vetrata a più ante che se aperta dà la possibilità al soggiorno di espandersi e all'ampia stondatura del soggiorno di relazionarsi con l'altra della zona pranzo. Al piano terra, sulla destra rispetto alle scale, è stata prevista una suite per gli ospiti composta da una camera da letto molto grande, da un bagno e da un disimpegno. Tutta la porzione di fabbricato esistente a piano terra, alla destra delle scale, è destinata agli ambienti di servizio e per i domestici. Si tratta di ambienti organizzati intorno a un corridoio, aperto verso l'esterno, e sono costituiti da una cucina, una camera matrimoniale e una singola, un bagno piccolo con doccia e una stanza da pranzo.
Cucina e la stanza da pranzo sono state recentemente restaurate con molta attenzione al progetto originale da Pietro Pescarolo.
Tutti i pavimenti del piano terreno sono in piastrelle di cemento colorato e graniglia fine di cm. 20x20, prodotti dalla ditta Tessieri di Lucca, escluso gli ambienti di servizio che hanno (tranne la saletta da pranzo) un pavimento in seminato gettato in opera. Al primo piano le scale portano a un disimpegno piuttosto ampio organizzato come una vera e propria stanza.
Alla destra, un altro disimpegno distribuisce due stanze da letto molto grandi e un bagno. Attualmente una di queste due stanze è adibita a studio. Nell'altra porzione del primo piano, del tutto analoga alla corrispondente parte sottostante, è stata ricavata una camera da letto nella stanza col muro ricurvo, forse in origine studio. Un balcone con parapetto in legno a graticcio segna tutta la parte ricurva del muro perimetrale. Ancora troviamo, qui al primo piano, i pavimenti in graniglia prodotti dalla ditta Tessieri, tranne nello studio dove è stata applicata una moquette a stuoia.
Nel tempo, gran parte degli arredi originali sono andati perduti, ma su progetto di Castelfranco sono rimasti alcuni divani e poltrone, il caminetto e la libreria incassata nel muro del soggiorno, i mobili della sala da pranzo compresa la porta in legno e vetro tra la sala da pranzo e il soggiorno, e alcune lampade di vetro e ottone. Oggetti contemporanei alla villa sono stati in seguito acquistati sul mercato antiquario al fine di mantenere vivo lo spirito e il gusto di quest'opera.
Nel soggiorno, i divani sono stati ripresi dal modello esistente, il tavolo in corda intrecciata è di Traslucido (Firenze), la consolle in cuoio beige è di Guglielmo Ulrich, la libreria proviene dall'asta di villa Ottolenghi Wedeking ad Acqui Terme, alle pareti un paesaggio di Raffaele De Grada del 1936 e un pannello in seta moire di Acquaviva. La sala da pranzo, oltre ai mobili disegnati da Castelfranco, ha candelabri di Ulrich e una coppa di Zaccagnini.
Al piano superiore si notano un mobile con tarsie di Giò Ponti, un mobile radio di Insa Radio, un lampadario, una delle ultime opere di Cappellin prima della chiusura della sua fornace, e un arazzo ricamato a mezzo punto di Herta Ottolenghi Wedeking, nello studio. Altrove: un modellino dell'incrociatore Zara di Paolo Cavalletti del 1931, una toilette forse di Tempestini, sedie di Breuer, una toilette disegnata dall'architetto fiorentino Gherardo Bosio per Traslucido di Firenze, quadri di Andy Warhol.

## Fortuna critica
La villa è vista dalla critica come l'esempio di quel "razionalismo mediterraneo" a cui Castelfranco aveva aderito e che si manifesta qui in particolare "nell'impianto asimmetrico, nelle lisce superfici dei muri bianchi, nella soluzione angolare, nel motivo del bow-window, nelle vetrate continue".
La mediterraneità è data invece dall'uso del tutto decorativo di "materiali organici", come il cotto e il legno, con cui "si attenua la rigida compostezza dell'architettura, rendendo più fluido e naturale l'accostamento con il verde della pineta e del giardino".
Con questo tipo di accorgimenti "l'aspetto generale della villa, una delle poche rimaste ad aver conservato l'aspetto originale, risulta mitigato, più borghese, quasi una citazione di Mallet - Stevens".